# William Henry Stone (Politiker, 1828)

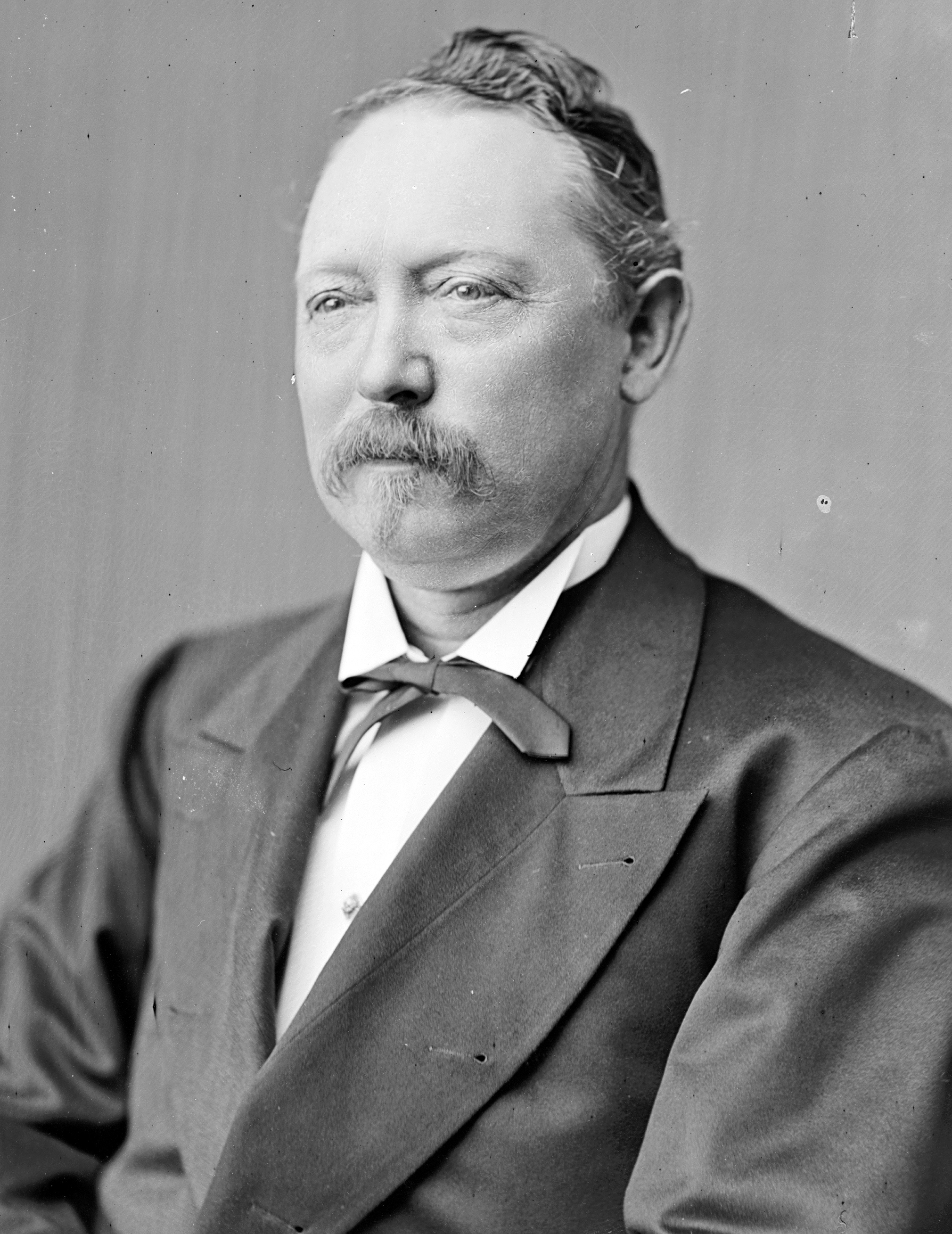
William Henry Stone

William Henry Stone (* 7. November 1828 in Shawangunk, Ulster County, New York; † 9. Juli 1901 in Asbury Park, New Jersey) war ein US-amerikanischer Politiker. Zwischen 1873 und 1877 vertrat er den Bundesstaat Missouri im US-Repräsentantenhaus.

## Werdegang
William Stone besuchte die öffentlichen Schulen seiner Heimat. Im Jahr 1848 zog er nach St. Louis in Missouri, wo er in der Eisenverarbeitung arbeitete. 1867 wurde er Präsident der St. Louis Hot Pressed Nut & Bolt Company. Gleichzeitig begann er als Mitglied der Demokratischen Partei eine politische Laufbahn. Er war Abgeordneter im Repräsentantenhaus von Missouri sowie von 1871 bis 1873 Mitglied des Wasserausschusses der Stadt St. Louis.
Bei den Kongresswahlen des Jahres 1872 wurde Stone im dritten Wahlbezirk von Missouri in das US-Repräsentantenhaus in Washington, D.C. gewählt, wo er am 4. März 1873 die Nachfolge von James Robinson McCormick antrat. Nach einer Wiederwahl konnte er bis zum 3. März 1877 zwei Legislaturperioden im Kongress absolvieren. Ab 1875 war er Vorsitzender des Ausschusses zur Kontrolle der Ausgaben des Postministeriums sowie des Handwerkerausschusses.
1876 verzichtete William Stone auf eine weitere Kongresskandidatur. Nach seinem Ausscheiden aus dem US-Repräsentantenhaus widmete er sich wieder seinen früheren geschäftlichen Interessen. Er starb am 9. Juli 1901 in Asbury Park und wurde in St. Louis beigesetzt.